# 吉田沙織 (1984年生のバスケットボール選手)
吉田 沙織（よしだ さおり、1984年7月19日 - ）は、東京都出身の元バスケットボール選手である。現姓上吹越（かみひごし）。ニックネームは「リコ」。ポジションはガード。父は元東京日産のバスケットボール選手だった吉田康行。現アイシン ウィングス・元日本代表の吉田亜沙美は実妹。

## 来歴
東京成徳高校で1年よりインターハイに出場。
日本体育大学では3年でインカレ初出場。4年で主将を務めインカレ優勝とともに最優秀選手に選ばれる。
卒業後は日本航空に入社。背番号は妹と同じ「12」。2シーズン目で初先発。先発はその1試合にとどまるもそのシーズンは23試合出場。
2010年、エバラヴィッキーズに移籍。
2011年引退。母校の東京成徳大高女子バスケ部アシスタントコーチに就任。2015年4月、秋田県の実業団チームプレステージのHCに就任。

## 経歴
- 東京成徳大高 - 日体大 - JAL（2007年〜2010年）- エバラ（2010年～2011年）

## 参照
1. ↑  “プレステージが女子バスケ部発足” (2015年4月13日). 2015年4月14日閲覧。